# Vincent Laban
Pour les articles homonymes, voir Laban.
Vincent Fabien Laban Bounayre, dit Vincent Laban (en grec moderne : Βίνσεντ Φαμπιάν Λαμπάν Μπουναίρ), né le 9 septembre 1984 à Pau en France, est un footballeur international chypriote d'origine française qui évolue au poste de milieu de terrain.

## Biographie

### Carrière
Son poste de prédilection est milieu de terrain offensif.  
Il découvre le football à la JAB de Pau , sous la férule de l’emblématique Jean Larqué, père de Jean-Michel Larqué. Il évolue ensuite au FA Boubaki et au Pau FC, avant de partir pour le centre de formation de Nantes. 
Après avoir joué dans l'équipe B du FC Nantes, il quitte la France pour Chypre. 
Il évolue alors à l'Anorthosis Famagouste, aux côtés d'un autre Français, Cédric Bardon. Le club se qualifie pour la phase de poules de la Ligue des champions 2008-2009, devenant le premier club chypriote à accéder à un tel stade de la compétition.
En juin 2013, il rejoint l'Astra Giurgiu en Roumanie. 

### Équipe nationale
En juillet 2012, après plusieurs années passées sur le territoire chypriote, il obtient la double nationalité et devient donc éligible pour la sélection nationale.
Vincent Laban est convoqué pour la première fois par le sélectionneur national Níkos Nióplias pour un match amical face à la Bulgarie le 15 août 2012 (défaite 1-0). Le 7 septembre 2012, il marque son premier but en équipe de Chypre lors d'un match des éliminatoires de la Coupe du monde 2014 face à l'Albanie (défaite 3-1). 
Il compte 36 sélections et trois buts avec l'équipe de Chypre depuis 2012.

## Palmarès

### Anorthosis Famagouste
- Champion de Chypre en 2008.
- Vice-champion de Chypre en 2010.
- Finaliste de la Coupe de Chypre en 2008.
- Finaliste de la Supercoupe de Chypre en 2008.

### Astra Giurgiu
- Vainqueur de la Coupe de Roumanie en 2014.
- Vainqueur de la Supercoupe de Roumanie en 2014.

### AEK Larnaca
- Championnat de Chypre :
  - Vice-champion : 2017

## Statistiques

### Statistiques en club
| Saison                | Club                      | Championnat           | Championnat | Championnat | Coupe(s) nationale(s) | Coupe(s) nationale(s) | Compétition(s) continentale(s) | Compétition(s) continentale(s) | Compétition(s) continentale(s) | Chypre | Chypre | Total | Total |
| Saison                | Club                      | Division              | M.          | B.          | M.                    | B.                    | Comp.                          | M.                             | B.                             | M.     | B.     | M.    | B.    |
| 2002-2003             | FC Nantes Atlantique rés. | CFA                   | 10          | 0           | -                     | -                     | -                              | -                              | -                              | -      | -      | 10    | 0     |
| 2003-2004             | FC Nantes Atlantique rés. | CFA                   | 27          | 2           | -                     | -                     | -                              | -                              | -                              | -      | -      | 27    | 2     |
| 2004-2005             | FC Nantes Atlantique rés. | CFA                   | 25          | 4           | -                     | -                     | -                              | -                              | -                              | -      | -      | 25    | 4     |
| 2005-2006             | Digenis Morphou           | A Kategoria           | 22          | 1           | 2                     | 0                     | -                              | -                              | -                              | -      | -      | 24    | 1     |
| 2006-2007             | Digenis Morphou           | A Kategoria           | 20          | 7           | 3                     | 0                     | -                              | -                              | -                              | -      | -      | 23    | 7     |
| 2007-2008             | Anorthosis Famagouste     | A Kategoria           | 25          | 3           | 9                     | 0                     | C3                             | 2                              | 0                              | -      | -      | 36    | 3     |
| 2008-2009             | Anorthosis Famagouste     | A Kategoria           | 25          | 0           | -                     | -                     | C1                             | 12                             | 2                              | -      | -      | 37    | 2     |
| 2009-2010             | Anorthosis Famagouste     | A Kategoria           | 26          | 2           | 3                     | 0                     | C3                             | 4                              | 1                              | -      | -      | 33    | 3     |
| 2010-2011             | Anorthosis Famagouste     | A Kategoria           | 26          | 8           | 3                     | 1                     | C3                             | 7                              | 2                              | -      | -      | 36    | 11    |
| 2011-2012             | Anorthosis Famagouste     | A Kategoria           | 28          | 2           | 4                     | 0                     | C3                             | 4                              | 0                              | -      | -      | 36    | 2     |
| 2012-2013             | Anorthosis Famagouste     | A Kategoria           | 21          | 0           | 3                     | 0                     | C3                             | 4                              | 0                              | 7      | 1      | 35    | 1     |
| 2013-2014             | Astra Giurgiu             | Liga I                | 29          | 0           | 3                     | 0                     | C3                             | 4                              | 0                              | 6      | 0      | 42    | 0     |
| 2014-2015             | Astra Giurgiu             | Liga I                | 22          | 0           | 4                     | 0                     | C3                             | 8                              | 0                              | 6      | 1      | 40    | 1     |
| 2015-2016             | AEK Larnaca               | A Kategoria           | 24          | 0           | 4                     | 0                     | C3                             | 1                              | 0                              | 5      | 0      | 34    | 0     |
| 2016-2017             | AEK Larnaca               | A Kategoria           | -           | -           | -                     | -                     | C3                             | 3                              | 0                              | -      | -      | 3     | 0     |
| Total sur la carrière | Total sur la carrière     | Total sur la carrière | 330         | 29          | 38                    | 1                     | -                              | 49                             | 5                              | 24     | 2      | 441   | 37    |

### Buts en sélection
Le tableau suivant liste tous les buts inscrits par Vincent Laban avec l'équipe de Chypre.